# Ritratto di giovane uomo (Rosso Fiorentino)
Il Ritratto di giovane uomo è un dipinto a olio su tavola (82,4x59,9 cm) di Rosso Fiorentino, databile al 1517-1518 circa e conservato nella Gemäldegalerie di Berlino.

## Storia
Vasari ricordò brevemente, nella Vita del Rosso, come di lui si potessero ammirare molti ritratti nelle dimore fiorentine, probabilmente da riferire, stando alla sequenza cronologica delle notizie descritte, a prima della sua partenza per Volterra (1521). 
Il ritratto di Berlino ha subìto una certa indecisione attributiva, ma recentemente (2006) Antonio Natali ne ha ribadito l'autografia, con una datazione giovanile. Ai primi del '900 l'opera venne anche creduta un autoritratto del pittore. Altre fonti, sostengono che il soggetto rappresentato fosse il Sovrano di Piombino, Iacopo V Appiani, considerando la lunga permanenza del pittore nello stato piombinese nel periodo 1516 - 1520 e la consistente produzione di opere, tra cui, un Cristo Morto ed il ritratto del Principe.

## Descrizione e stile
Sullo sfondo di un ventoso paesaggio all'aria aperta, in cui si intravede una lontana città tra alberelli e cespugli, sta un giovane a mezza figura, vestito di nero e girato di tre quarti a sinistra, dalla posa un po' curva e con la testa ruotata verso lo spettatore. Indossa un cappello nero, floscio e largo ai fianchi, ha i capelli lunghi e i tratti somatici giovanili, con un naso dritto e robusto, occhi grandi e accentuati nell'ombreggiatura, bocca carnosa. L'impostazione si rifà agli esempi coevi di Andrea del Sarto e Franciabigio, compreso il rapporto psicologico tra effigiato e spettatore, che in questo caso si assesta su un benevolo equilibrio, nonostante l'insistenza dello sguardo indolente, pervaso da una sorta di misterioso, femmineo distanziamento. A favore dell'attribuzione al Rosso è stata portata, come esempio, la resa anatomica della mano adunca e sfibrata che preme sul fianco, mentre la vaporosa manica di velluto damascato, che sta in primo piano a destra, appare come un omaggio alla Velata di Raffaello.